# Stanisław Taczanowski

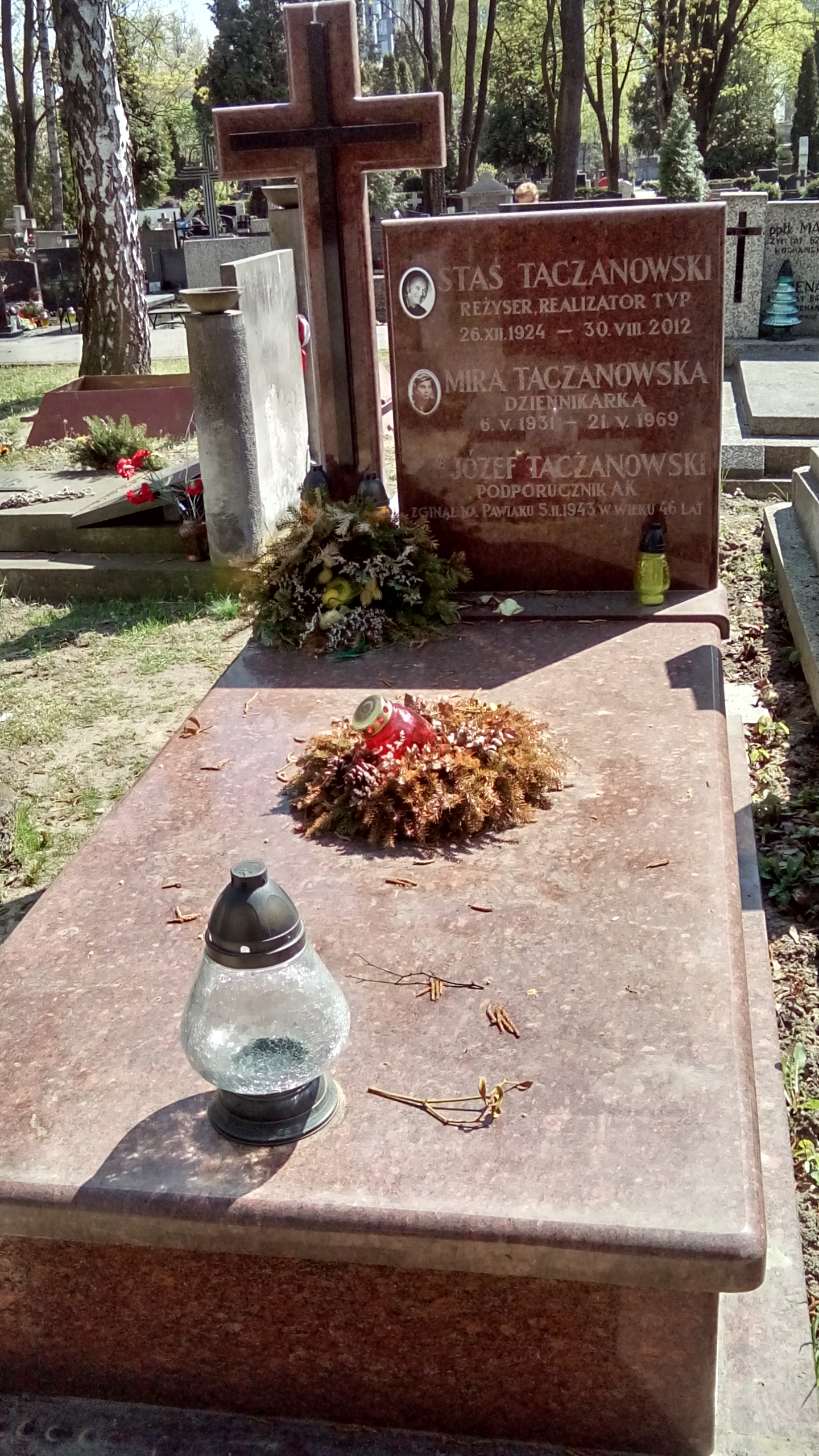
Grób Stanisława Taczanowskiego na Cmentarzu Wojskowym na Powązkach

Stanisław Taczanowski (ur. 26 grudnia 1924, zm. 30 sierpnia 2012 w Warszawie) – polski reżyser i realizator telewizyjny i teatralny.

## Życiorys
Urodził się w rodzinie powstańca wielkopolskiego Józefa Taczanowskiego (1896–1943) i Aleksandry z Kognowickich (1896–1987). Podczas II wojny światowej walczył w szeregach Armii Krajowej za co był represjonowany w okresie stalinowskim. Po zakończeniu działań wojennych studiował na Wydziale Prawa i Ekonomii Uniwersytetu Poznańskiego. Zamieszkał w Warszawie i został kierownikiem artystycznym Teatru Ludowego, a następnie Teatru Narodowego i Teatru Syrena, był również radnym m.st. Warszawy. Należał do grona nestorów Telewizji Polskiej, był reżyserem i realizatorem wielu programów rozrywkowych i społecznych. Został stałym pracownikiem Redakcji Teleturniejów, gdzie odpowiadał za realizację obrazu m.in. Drzewka mądrości, Kółko i krzyżyk na następnie Wielkiej Gry. Po emigracji Ryszarda Serafinowicza w 1969 został na krótko kierownikiem, a następnie przekazał stanowisko Januszowi Budzyńskiemu. W następnych latach kontynuował pracę realizatora, uczestniczył w przygotowaniach m.in. Teleexpressu oraz Telewizyjnego Kuriera Warszawskiego. Ponadto był dziennikarzem i felietonistą, zasiadał w Kapitule Zasłużonych Członków Związku Artystów Scen Polskich. Pochowany na cmentarzu Powązki Wojskowe w Warszawie (kwatera C15-1-3).

## Odznaczenia
- Krzyż Oficerski Orderu Odrodzenia Polski;
- Krzyż Armii Krajowej;
- Zasłużony Działacz Kultury;
- Honorowa odznaka komitetu RTV;
- Złota Odznaka honorowa za Zasługi dla Warszawy;
- Odznaka honorowa „Za Zasługi dla Związku Kombatantów RP i Byłych Więźniów Politycznych”